# Бережесть (річка)
Бережесть (Бережа) — річка в Україні, ліва притока Грезлі. Басейн Дніпра. Довжина 14 км (за Каталогом річок — 13 км). Площа басейну 50,8 км². Похил 1,8 м/км. Річище звивисте.
Бере початок на території смт. Вільча. Тече територією Поліського району Київської області. За винятком початку у смт. Вільча, річка протікає виключно територією поліських лісів, за межами будь-яких населених пунктів.